# 馬丁·維克斯
馬丁·維克斯（英語：Martin Vickers，1950年9月13日—）是一位英格蘭政治人物，他的黨籍是保守黨。自2010年開始，他擔任克利索普斯 選區選出的英國下議院議員。他擁有林肯大學的政治學位。